# Karjala
Karjala (švédsky: Karelen, významem Karélie) je značka finského piva vyráběného společností Hartwall. Prvně bylo pivo vyrobeno ve 30. letech 20. století.

## Druhy piva značky Karjala
- Karjala III (4,6 %)
- Karjala IVA (Export; 5,2 %)
- Karjala IVB (8,0 %)